# Benoît Coulanges
Benoît Coulanges (20 de diciembre de 1994) es un deportista francés que compite en ciclismo de montaña en la disciplina de descenso.
Ganó dos medallas de plata en el Campeonato Mundial de Ciclismo de Montaña, en los años 2021 y 2024, y cuatro medallas en el Campeonato Europeo de Ciclismo de Montaña entre los años 2018 y 2022.

## Medallero internacional
| Campeonato Mundial | Campeonato Mundial             | Campeonato Mundial | Campeonato Mundial |
| Año                | Lugar                          | Medalla            | Competición        |
| ------------------ | ------------------------------ | ------------------ | ------------------ |
| 2021               | Val di Sole (Italia)           | Medalla de plata   | Descenso           |
| 2024               | Pal Arinsal (Andorra)          | Medalla de plata   | Descenso           |
| Campeonato Europeo |                                |                    |                    |
| Año                | Lugar                          | Medalla            | Competición        |
| 2018               | Lousã (Portugal)               | Medalla de plata   | Descenso           |
| 2019               | Pampilhosa da Serra (Portugal) | Medalla de plata   | Descenso           |
| 2021               | Maribor (Eslovenia)            | Medalla de plata   | Descenso           |
| 2022               | Maribor (Eslovenia)            | Medalla de bronce  | Descenso           |